# David Neuhaus
Pour les articles homonymes, voir Neuhaus.
David Neuhaus S.J., né le 25 avril 1962 à Johannesbourg (Afrique du Sud), de nationalité israélienne, est l'ancien vicaire patriarcal de la Communauté catholique hébraïque d'Israël de 2009 à 2017, au sein du Patriarcat latin de Jérusalem. Il est, depuis juillet 2019 le Supérieur des jésuites de Terre Sainte.

## Biographie
Né en 1962, en Afrique du Sud, dans une famille juive allemande ayant fui l'Allemagne en 1936 et très engagée contre l’apartheid, David Neuhaus est envoyé par ses parents poursuivre ses études en Israël à l’âge de 15 ans.
Il y fait la rencontre du Christ, à travers le visage d'une vieille religieuse orthodoxe russe, dont le témoignage lumineux le marque profondément. Il évoque alors avec ses parents son attirance pour le Christianisme.
Au moment de son service militaire, obligatoire dans l’État hébreu, il refuse de prendre les armes « contre des hommes et des femmes qui ont le même droit que moi de vivre sur cette terre ». Comme objecteur de conscience, il fut alors détenu pendant plusieurs semaines dans une prison militaire.
Après avoir passé son baccalauréat, une maîtrise et un doctorat en sciences politiques à l’université hébraïque de Jérusalem, il entre en 1992 dans la Compagnie de Jésus, avant de prononcer ses vœux perpétuels deux ans plus tard. Il est ordonné prêtre le 8 septembre 2000 après avoir fait ses études de philosophie et de théologie au Centre Sèvres, à Paris, ainsi qu’à l’Institut pontifical biblique de Rome.
À partir de 2000, il enseigne à l'université de Bethléem, et au Studium Theologicum Salesianum de Jérusalem, et au séminaire du Patriarcat latin de Jérusalem à Beit Jala. Il est aussi, un temps, chercheur au Shalom Hartman Institute de Jérusalem.
Le 15 mars 2009, David Neuhaus est nommé par le Patriarche latin de Jérusalem, Fouad Twal, Vicaire patriarcal pour les catholiques hébréophones. Un an plus tard, il devient coordinateur de la pastorale des migrants.
En septembre 2017, il démissionne de sa charge de Vicaire patriarcal. Le père Rafic Nahra lui succède.
Par ailleurs, outre l'hébreu et l'arabe, David Neuhaus parle aussi le français, l'anglais et l'italien.
Depuis le 31 juillet 2019, le père David est le supérieur des Jésuites de Terre Sainte, et depuis juillet 2020 il est nommé président du Comité Épiscopal Pastoral des Religieux.

## Publications
- David Neuhaus, Kathy Bergen et Ghassan Rubeiz, La justice et l'intifada : les Palestiniens et les Israéliens prennent la parole, New York, Friendship Press, 1991.
- David Neuhaus, Critique de la solidarité : quelques considérations sur le rôle des chrétiens privilégiés dans la lutte des dépossédés, Trèves, Association Aphorisma Culturel, 1995.
- David Neuhaus (en collaboration avec Alain Marchadour), La terre que je te montrerai : Terre, la Bible et l'histoire, 2006.
- David Neuhaus, Je vous écris de la Terre Sainte, Bayard, 2017.